# Gaston Isabelle
Joseph Gaston Isabelle, né le 14 novembre 1920 et mort le 3 juin 2013, est un médecin et homme politique québécois.

## Biographie
Né à Hull dans la région de l'Outaouais, Gaston Isabelle étudie à l'Université d'Ottawa et à l'Université de Montréal. Après avoir complété sa formation, il part pratiquer à Hull et à Lucerne. Il est maire de cette dernière ville de 1961 à 1965.
Élu député du Parti libéral du Canada dans la circonscription fédérale de Gatineau en 1965, il est réélu dans Hull en 1968, 1972, 1974, 1979, 1980 et dans Hull—Aylmer  en 1984. Il ne se représente pas en 1988.
Durant sa carrière politique, il est porte-parole des libéraux en matière d'Anciens combattants de 1984 à 1988. Il sert aussi comme secrétaire parlementaire du ministre de la Santé nationale et du Bien-être social de 1970 à 1971 et du secrétaire d'État aux Affaires extérieures de 1971 à 1972.